# Szakács Gergő
Szakács Gergő (Szikszó, 1991. április 21. –) magyar énekes, zeneszerző, a Follow the Flow zenekar énekese, az Eurovíziós Dalfesztivál magyarországi előválogatójának résztvevője volt 2015-ben.

## Zenei karrier
Kezdeti ismertségét az X-Faktor első évadának köszönheti 2010-ből, ahol eredetileg egyéni versenyzőként indult, majd a mentorok döntése alapján Kőrös Noémivel, Mimi & Gergő néven csapatban folytatta. A műsor alatt Malek Miklós volt mentoruk, aki továbbjuttatta őket az élő showba. Az október 16-i első élő adásban az egyik legkevesebb szavazatot kapták, így párbajozniuk kellett. A mentorok végül 3:1 arányban Mimi & Gergőt küldték haza.
2014-ben felbukkant a Rising Star első évadában, ahol továbbjutott az élő adásokig, azonban első szereplésekor 36%-t sikerült összegyűjtenie, így nem tudta megemelni a falat és kiesett. 
2015-ben A Dal című eurovíziós nemzeti dalválasztó műsorban az Ősz utca című saját szerzeményű dalával a legjobb 30 közé jutott. Dalával az első elődöntőben versenyzett, ahol a zsűritől és a nézőktől 33 pontot gyűjtött össze, ez nem volt elég a továbbjutáshoz.
2016-ban csatlakozott a Follow the Flow zenekarhoz, de időközben internetes videókban folyamatosan megosztotta saját dalait gitározva, és pozitív visszajelzéseknek köszönhetően 2019-ben szólókarrierbe fogott bele. Szólókarrierje zeneileg teljesen eltér a Follow the Flow hiphop alapú stílusaitól. Ráadásul önálló pályafutását – gitározások és dobolások alapjaival – teljesen változatos akusztikus hangszerelésekkel és több műfajban képviseli. Némelyik dal hangszerelése kissé ősmagyar hitvilágú hangulatot is áraszt. Utóbbira példa az Indulj el dal, mely az azonos című híres népdalból készült.
A 2019-től hivatalosan kiadott dalai közül korábban sokat felvett gitárral, de hivatalos első klipes dala az Idő lett. 2019-2022 között gyorsan haladva kilenc videóklipet jelentetett meg, emellett több egyéb hivatalos felvétele is kikerült a YouTube-os csatornáján. 2022-ben jelent meg első stúdióalbuma Evolúció címmel, melyen többnyire a korábbi publikált dalok találhatók. A lemezbemutató koncertet április 28-án a budapesti Akvárium klub nagyhalljában tartottak, emellett Győrben és Miskolcon is tartott lemezbemutató koncertet. 2023-ban közreműködött Rúzsa Magdolnával a Kék a szívem dalban, amely az autizmusról és annak elfogadásáról szól.

## Diszkográfia

### Stúdióalbumok
- Evolúció (2022)

### Középlemezek
- Live from Füvészkert (Live – Akusztikus) (2022)

### Kislemezek
| Év   | Dal                                            | Legmagasabb helyezés | Legmagasabb helyezés | Legmagasabb helyezés | Legmagasabb helyezés | Legmagasabb helyezés | Legmagasabb helyezés | Album                  |
| Év   | Dal                                            | Mahasz               | Mahasz               | Mahasz               | Mahasz               | Mahasz               | Mahasz               | Album                  |
| Év   | Dal                                            | Rádiós Top 40        | Editors' Choice      | Magyar Rádiós Top 40 | Dance Top 40         | Single Top 40        | Stream Top 40        | Album                  |
| ---- | ---------------------------------------------- | -------------------- | -------------------- | -------------------- | -------------------- | -------------------- | -------------------- | ---------------------- |
| 2014 | Ősz Utca                                       | -                    | -                    | -                    | -                    | -                    | -                    | Nem jelent meg albumon |
| 2018 | Idő                                            | -                    | -                    | -                    | -                    | -                    | -                    | Nem jelent meg albumon |
| 2018 | Hanghajó                                       | -                    | -                    | -                    | -                    | -                    | -                    | Nem jelent meg albumon |
| 2020 | Haladok                                        | -                    | -                    | -                    | -                    | -                    | -                    | Evolúció               |
| 2020 | Ne sajnálj!                                    | 28                   | 34                   | 12                   | -                    | -                    | -                    | Evolúció               |
| 2020 | Képtelen                                       | 21                   | 28                   | 6                    | -                    | 25                   | -                    | Evolúció               |
| 2020 | Kétoldalú minden érem (Diazzal és Fura Csével) | -                    | -                    | 23                   | -                    | 40                   | -                    | Nem jelent meg albumon |
| 2021 | Indulj el                                      | 5                    | 19                   | 4                    | -                    | 15                   | -                    | Evolúció               |
| 2021 | Elkezdem                                       | 17                   | 16                   | 1                    | -                    | -                    | -                    | Evolúció               |
| 2022 | Nincsen út                                     | -                    | -                    | -                    | -                    | -                    | -                    | Evolúció               |
| 2022 | Van-e még?                                     | -                    | -                    | -                    | -                    | 29                   | -                    | Evolúció               |
| 2023 | Kék a szívem (Rúzsa Magdolnával)               | 32                   | 9                    | 3                    | -                    | 19                   | -                    | Nem jelent meg albumon |

### Közreműködések
| Év   | Dal | Legmagasabb helyezés | Legmagasabb helyezés | Legmagasabb helyezés | Legmagasabb helyezés | Legmagasabb helyezés | Legmagasabb helyezés | Legmagasabb helyezés | Album                  |
| Év   | Dal | Mahasz               | Mahasz               | Mahasz               | Mahasz               | Mahasz               | Mahasz               | Billboard            | Album                  |
| Év   | Dal | Rádiós Top 40        | Editors' Choice      | Magyar Rádiós Top 40 | Dance Top 40         | Single Top 40        | Stream Top 40        | Hungary Songs        | Album                  |
| ---- | --- | -------------------- | -------------------- | -------------------- | -------------------- | -------------------- | -------------------- | -------------------- | ---------------------- |
| 2015 | Lépnünk kell (DJ Lennard & Gabriel B dal, közreműködik Szakács Gergő)                                                           | -                    | -                    | -                    | 6                    | -                    | -                    | -                    | Nem jelent meg albumon |
| 2019 | Magány (Red Bull Pilvaker dal Fluor, Deego és Szakács Gergő előadásában)                                                        | 26                   | -                    | -                    | -                    | 3                    | 31                   | -                    | Nem jelent meg albumon |
| 2019 | Altató (Red Bull Pilvaker dal Szakács Gergő, Járai Márk és Szivák Zsolt előadásában)                                            | -                    | -                    | -                    | -                    | -                    | -                    | -                    | Nem jelent meg albumon |
| 2019 | Minden tévedésem (Soulwave dal, közreműködik Szakács Gergő)                                                                     | 23                   | 16                   | 3                    | -                    | 5                    | -                    | -                    | Viharok                |
| 2020 | Nem tudhatom (Red Bull Pilvaker dal Fura Csé, Szakács Gergő és Sub Bass Monster előadásában)                                    | -                    | -                    | -                    | -                    | 8                    | 27                   | -                    | Nem jelent meg albumon |
| 2021 | Akarsz-e játszani (Red Bull Pilvaker dal Fluor, Deego, Marsalkó Dávid, Dipa, Fura Csé, Lábas Viki és Szakács Gergő előadásában) | -                    | -                    | -                    | -                    | 22                   | -                    | -                    | Red Bull Pilvaker 2021 |
| 2023 | Az Életem (T. Danny dal, közreműködik Szakács Gergő)                                                                            | -                    | -                    | 20                   | -                    | 12                   |                      | 6                    | Nem jelent meg albumon |